# Золотой приз (фильм)
«Золотой приз» (англ. A Prize of Gold) — приключенческий триллер с элементами нуара режиссёра Марка Робсона, который вышел на экраны в 1955 году. Фильм снят в цвете в системе Technicolor.
Фильм основан на одноимённом романе Макса Катто (англ. Max Catto) 1953 года и рассказывает о старшем сержанте полиции ВВС США (Ричард Уидмарк), который в послевоенной Германии влюбляется в красивую немецкую учительницу (Май Сеттерлинг), и чтобы помочь ей и группе детей-сирот, которых она опекает, уехать в Бразилию, становится участником кражи золотых слитков, которые переправляются военными самолётами из Берлина в Лондон.
Критики высоко оценили натурные съёмки в послевоенном Берлине и Лондоне, плотную режиссуру Марка Робсона и сильную игру звёзд картины, при этом обратив внимание на надуманность и неубедительность сценария.

## Сюжет
В послевоенном Берлине при проведении очистных работ в канале, разделяющем британскую и американскую зоны оккупации, экскаватор выбрасывает на поверхность со дна множество золотых слитков. Бригадир, ответственный за производство работ, немедленно вызывает британскую военную полицию. Англичане ставят в известность американцев, после чего золотые слитки отправляются на временный склад для последующей отправки в Лондон в фонд по управлению имуществом бывшего врага. За складированием слитков в ящики и размещением их на складе наблюдают старший сержант военной полиции США Джо Лоуренс (Ричард Уидмарк) и его британский коллега Роджер Моррис (Джордж Коул). После завершения операции Джо и Роджер направляются в штаб, чтобы доложить о выполнении задания. По дороге Джо, вопреки инструкциям, останавливается у своего дома, чтобы похвастаться перед Роджером своей просторной квартирой. Пока они находятся в квартире, немецкий подросток (Эндрю Рэй) угоняет их джип. Джо в последний момент успевает заметить свою машину, бросаясь за ней в погоню по городским руинам. В итоге джип вылетает с дороги, падает в глубокий кювет и глохнет, однако парень продолжает убегать, спускаясь в подвал одного из разрушенных домов. Джо бежит за ним, оказываясь в просторном помещении, где находится несколько десятков детей. Ему навстречу выходит пожилой интеллигентный доктор Закман (Карел Штепанек), который сообщает, что здесь расположена школа-интернат для детей-военных сирот, которой управляет он и его ассистентка Мария Колер (Май Сеттерлинг). Джо показывает свой джип Марии и подростку-угонщику, которого зовут Конрад, и Мария просит простить и понять мальчика, который пытается выжить любыми средствами.
В аэропорту Тампельхоф, где расположена штаб-квартира полиции ВВС США, Джо рапортует своему начальнику майору Брэкену (Алан Гиффорд), что сам виновен в случившемся. Майор удивлён, что Джо, имея 12-летний опыт работы, допустил такую оплошность, и угрожает Джо увольнением со службы, однако тот напоминает начальнику, как несколько раз покрывал его, когда тот ездил на тайные встречи в женщинами, после чего майор решает списать всё на несчастный случай. В этот момент Брэкену поступает телеграмма о том, что золото будет переправлено в Лондон четырьмя рейсами, первый из которых состоится уже на следующий день, и сопровождать ценный груз будут двое — по одному человеку с британской и с американской стороны. Майор отправляет Джо проконтролировать отправку груза, где тот встречает Роджера, которому поручено сопровождать груз в Лондон.
Закупив пакет с игрушками, Джо приезжает в школу-интернат, где раздаёт подарки детям. Затем он приглашает Марию на прогулку, выясняя, что ей 26 лет и она не замужем. Затем они едут в кафе, где Мария рассказывает, что их школа содержится на деньги богатого строительного подрядчика Ханса Фишера (Эрик Польман), и её мечтой является вывезти детей-сирот в Бразилию, где они забудут об ужасах войны. Фишер обещал профинансировать их поездку, и Мария собирается ехать вместе с детьми. Джо подвозит Марию к школе, однако она не хочет, чтобы он провожал её дальше. Тем не менее, Джо настаивает, и когда они спускаются в подвал, Джо видит там Фишера, который с нетерпением ждёт Марию. Она знакомит мужчин, после чего недовольный Фишер уходит, прося Джо больше сюда не приходить. Тем не менее на следующий день Джо снова приезжает к Марии, расспрашивая её об отношениях с Фишером. Мария утверждает, что она старается держаться с ним как можно милее ради любви к детям. Они отправляются на прогулку по вечернему городу, в ходе которой Джо признаётся Марии, что влюбляется в неё, и на прощанье они целуются. Позднее в баре Джо встречает Роджера, который вернулся из Лондона. Роджер передаёт Джо подарок для Марии, после чего рассказывает, что вдвоём они могли бы провернуть крупное дело, после которого Роджер рассчитывает купить себе ферму в Канаде. Понимая, что дело связано с криминалом, Джо, не вникая в подробности, сразу же отказывается.
На следующий день Джо ведёт Марию на речную прогулку, после которой они танцуют в ресторане. Однако когда Мария видит в зале человека из офиса Фишера, она просит Джо немедленно отвезти её обратно в школу. Перед расставанием она говорит, что ей никогда в жизни не было так хорошо, как с ним, но она не может рисковать судьбой детей, так как Фишер уже ревнует. Они целуются, и Мария убегает. На следующий день майор Брэкен поручает Джо сопровождать очередной самолёт с золотом в Лондон, который вылетает вечером. Перед отъездом Джо забегает в школу, чтобы проститься с Марией, однако не застаёт её на месте. Вскоре она возвращается из города в компании Фишера, который обнимает её и пытается целовать в губы, однако она уворачивается, давая целовать себя только в щёки. В этот момент они замечают Джо, который демонстративно уходит. После пары слов между мужчинами возникает драка, в ходе которой Джо выталкивает Фишера из школы. Мария удручённо констатирует, что только что Джо разрушил весь её план вывезти детей в Бразилию. Джо обнимает её и обещает, что всё сделает без Фишера.
Вечером во время полёта Джо ещё раз прокручивает в голове последний разговор с Марией, после чего подходит к Роджеру и сообщает, что готов участвовать в деле. Роджер предлагает разработать план похищения золота во время очередной транспортировки с помощью своего дяди Дэна Уотсона (Джозеф Томелти) и его друга Элфи Страттона (Дональд Уолфит). По прибытии в Лондон Роджер и Джо вместе с дядей Дэном приезжают к Элфи, который в своё время был крупным дельцом на чёрном рынке и мог бы через свои связи продать похищенное золото. Элфи, который отошёл от дел, живёт тихой уютной жизнью с женой в собственном доме. Поначалу он отказывается что-либо обсуждать, но, узнав о больших объёмах поставки, соглашается принять участие в деле за четверть добычи и только в качестве консультанта. Элфи везёт всех к своему старому знакомому, бывшему военному лётчику Брайану Хэммеллу (Найджел Патрик). Брайан соглашается посадить ночью угнанный самолёт с золотом на взлётную полосу заброшенного аэродрома недалеко от Лондона, куда Дэн подгонит грузовик. Джо не доверяет Брайану, однако вынужден согласиться с планом и требованием Брайана на четверть золота.
Джо и Роджер возвращаются в Берлин, а день спустя туда под видом туриста приезжает и Брайан. Джо селит его в неприметный пансион, где тот должен ожидать даты вылета очередного самолёта. Вскоре Роджер сообщает Джо, что следующая транспортировка будет ближайшей ночью. Джо срочно даёт телеграмму Дэну, похищает комплект формы майора ВВС из шкафчика своего командира, а также фабрикует командировочное направление для Брайана. Когда Брэкен поручает Джо ночное дежурство в аэропорту, а сам собирается на очередное тайное свидание, Джо даёт понять, что у него тоже есть подружка в Лондоне, и майор соглашается отпустить его в рейс. Перед отъездом Джо навещает Марию, говоря, что улетает в Лондон, где у него есть друг, который поможет ей с детьми уехать в Бразилию. Он говорит, что не сможет вернуться до их отъезда в Бразилию, но обещает, что они увидятся позднее. На прощанье они клянутся друг другу в любви и целуются. Получив телеграмму, Дэн приезжает к Элфи, вместе с которым они едут на двух машинах, чтобы подготовить взлётно-посадочную полосу и оставить грузовик для вывоза золота. Тем временем в Берлине Брайан надевает форму майора ВВС США и вместе с Джо приезжает в аэропорт, где прячется недалеко от самолёта. После завершения погрузки золота, когда пилоты уже запускают двигатель, Брайан подбегает к самолёту, и Джо уговаривает пилотов взять на борт майора американских ВВС, у которого на руках предписание прибыть первым рейсом в Лондон.
Вернувшись в Лондон, Элфи, чтобы обеспечить себе алиби, звонит жене, предлагая ей поехать на выходные в Брайтон. Однако у Дэна ломается машина, и он вынужден обратиться к Элфи, чтобы тот отвёз его в аэропорт для встречи самолёта. Тем временем на борту самолёта Джо, Роджер и Брайан уничтожают радиосвязь и, угрожая экипажу оружием, захватывают самолёт. Брайан, который, чтобы подавить сопротивление, ранит в плечо радиста, берёт управление на себя, меняет курс и сажает самолёт в условленном месте, ориентируясь на свет фар машин Дэна и Элфи. После успешной посадки грабители быстро перегружают ящики с золотом в грузовик. Однако, когда грабители роняют один из ящиков, пилоты используют этот момент: вырываются из-под охраны, пробираются в кабину и заводят двигатели. Заметив это, Брайан хватает автомат и открывает по самолёту огонь, однако Джо не даёт ему стрелять, так как не хочет жертв. Самолёт разворачивается на взлётной полосе и начинает разгон, однако Брайан вновь открывает огонь. Пилоты, не заметив в темноте машину Элфи, натыкаются на неё, в результате чего самолёт переворачивается, взрывается и горит. Роджер и Джо с ужасом видят эту сцену, заключая, что все на борту погибли. Понимая, что больше они ничего не получат, грабители садятся в грузовик и уезжают с тем золотом, которые успели перегрузить.
Среди ночи грузовик въезжает в Лондон и скрывается за забором на территории автомастерской Дэна. Элфи обоснованно опасается, что по сгоревшей машине его быстро найдут и арестуют. Тем временем, Джо, удручённый гибелью людей, решает сдаться властям, вернув похищенное золото. Он говорит об этом Роджеру, который соглашается с его предложением. Пока Брайан спит, Джо делится планом и с Дэном, который также поддерживает его. После этого Джо предлагает придерживаться версии, согласно которой Дэн и Элфи не имели отношения к ограблению. Он предлагает им покинуть автомастерскую, при этом договаривается с Элфи, что тот сообщит властям об угоне машины, а Дэну заплатит 5 тысяч фунтов за молчание. Вскоре после ухода Дэна и Элфи просыпается Брайан. Без особой надежды Джо предлагает ему поддержать план возврата золота властям, однако Брайан категорически возражает против этого. Более того, он берёт в руки оружие и требует, чтобы ему немедленно выдали его долю. Роджер бросается на Брайана, который сталкивает его через перила. Роджер падает вниз и разбивается. В этот момент Джо набрасывается на Брайана, и между ними начинается драка, в ходе которой после ударов Брайана Джо теряет сознание. Брайан надевает неприметный плащ, чтобы скрыть военную форму, затем грузит ящики обратно в грузовик, открывает ворота и выезжает с закрытой территории. Однако на узкой дороге около мастерской он не может разъехаться с машиной, которая развозит утренние газеты. Понимая, что у него нет времени, Брайан вылезает из кабины, разбивает один из ящиков, набивает карманы золотыми слитками и убегает. К этому времени Джо приходит в себя и начинает преследовать Брайана вдоль канала. Когда Брайан решает перебраться на другую сторону, мост разводят, и Брайан успевает схватиться на поднимающийся вверх мост. Джо наблюдает, как Брайан, который, не успев перебраться на другую сторону, виснет на мосту. В конце концов, Брайан не выдерживает и с большой высоты падает в воду.
Джо сдаётся властям, признаёт свою вину и на допросе майору Брэкену рассказывает всё, что произошло. Майор сообщает, что на счастье Джо все, кто оказался в сгоревшем самолёте, выжили, и, более того, пилоты подтвердили, что Джо помог им спастись. Тем не менее, по словам Брэкена, Джо всё равно этапируют в Берлин, где он предстанет перед военным трибуналом. В аэропорту Тампельхоф прилетевший Джо видит, как Мария и доктор Закман с группой детей направляется к самолёту, улетающему в Рио-де-Жанейро. С разрешения Брэкена Джо подходит к Марии, которая сообщает, что несколько дней назад получила из Лондона денежный перевод от неизвестного лица, который позволил оплатить поездку ей и детям в Бразилию. На прощание они обнимаются, и Джо просит Марию ждать его, обещая обязательно к ней приехать.

## В ролях
- Ричард Уидмарк — сержант Джо Лоренс
- Май Сеттерлинг — Мария
- Найджел Патрик — Брайан Хэммелл
- Джордж Коул — сержант Роджер Моррис
- Доналд Волфит — Элфи Стрэттон
- Джозеф Томелти — дядя Дэн Уотсон
- Эндрю Рэй — Конрад
- Карел Штепанек — доктор Закман
- Роберт Эйрс — Текс
- Эрик Польман — Фишер
- Олив Слоун — Мэвис
- Алан Гиффорд — майор Брэкен
- Айван Крейг — британский майор
- Гарри Тауб — Бенни

## Создатели фильма и исполнители главных ролей
Марк Робсон, который начинал режиссёрскую карьеру с таких фильмов ужасов и фильмов нуар, как «Седьмая жертва» (1943), «Корабль-призрак» (1943), «Остров мёртвых» (1945), «Бедлам» (1946) и «Чемпион» (1949), позднее добился широкого признания благодаря картинам «Пейтон-Плейс» (1957) и «Постоялый двор шестой степени счастья» (1958), которые принесли ему номинации на «Оскар» как лучшему режиссёру.
В 1948 году Ричард Уидмарк был номинирован на «Оскар» за роль второго плана в фильме «Поцелуй смерти» (1947), после чего сыграл главные роли в таких признанных фильмах нуар, как «Ночь и город» (1950), «Выхода нет» (1950) и «Происшествие на Саут-стрит» (1953). После этой картины Уидмарк попробовал сыграть ещё одну нетипичную для себя характерную роль психиатра в сатирической драме Винсента Миннелли «Паутина» (1955), но затем вернулся в более знакомый жанр, сыграв героя в вестерне Джона Стёрджеса «Ответный удар» (1956).
Шведская актриса Май Сеттерлинг начинала карьеру с таких кинодрам, как «Травля» (1944), «Фрида» (1947) и «Музыка по тьме» (1948), последний из которых поставил Ингмар Бергман, а позднее снялась в таких популярных фильмах, как «Ведьмы» (1990) и «Тайный план» (1990). Через семь лет после «Золотого приза» Сеттерлинг начала карьеру режиссёра с короткометражным фильмом «Военная игра» (1962), за которым последовали фильмы «Влюблённые пары» (1964), «Ночные забавы» (1966) и «Девушки» (1968).

## История создания фильма
Кинокомпания Warwick Films была создана в 1951 году британскими продюсерами Ирвингом Алленом и Альбертом Р. Брокколи. В апреле 1953 года Warwick приобрела права на экранизацию романа Макса Катто, планируя снять в главной роли Монтгомери Клифта, и пригласив Р. С. Шериффа в качестве сценариста и Марка Робсона в качестве режиссёра.
По информации «Лос-Анджелес Таймс», некоторое время спустя Джону Пэкстону поручили переписать сценарий Шериффа, а в начале 1954 года на главные роли были назначены Ричард Уидмарк и Найджел Патрик. Как отмечено на сайте Американского института киноискусства, «согласно различным источникам 1953 года, изначальный сценарий был написан британским драматургом Р. С. Шериффом, однако его вклад в окончательный вариант сценария не находит подтверждения».
Фильм снимался на натуре в Лондоне и в Берлине, где «разрушения после бомбёжек Второй мировой войны усиливали драматическое воздействие фильма».

## Оценка фильма критикой

### Общая оценка фильма
После выхода фильма журнал Variety в своей рецензии охарактеризовал его как «напряжённый саспенс-триллер, который разворачивается на живом и интересном фоне Берлина и Лондона». При этом «сценарий закладывает хороший фундамент для кульминационного экшна, переключаясь с лёгкого юмористического тона в первой половине на напряжённое возбуждение во второй части, а режиссура Робсона обеспечивает сильное зрелище с помощью первоклассного актёрского состава». Со другой стороны, Говард Томпсон в «Нью-Йорк Таймс» критически оценил картину, написав, что «у зрителей может возникнуть вопрос, почему фильм с такими хорошими локациями и актёрским составом, возглавляемый такими отличными актёрами, как Ричард Уидмарк и красавица Май Сеттерлинг, был разрушен таким тяжеловесным и искусственным сюжетом». По мнению Томпсона, «сценарий Роберта Бакнера и Джона Пэкстона настолько ущербен и полон дыр, что ни один из актёров не вызывает симпатию», а «постановка Робсона оказывается на удивление вялой». Как посчитал критик, «наиболее увлекательны в этом фильме натурные съёмки в Германии и Англии, довольно ярко окрашенные в системе Technicolor».
Современный киновед Леонард Молтин положительно оценил картину, назвав его «плотным фильмом об ограблении в послевоенном Берлине с похищением золота во время авиаперевозки». С другой стороны, киновед Деннис Шварц написал, что «Робсон в быстром темпе ставит этот идиотский послевоенный триллер о похищении золотых слитков, которые доставляются по воздуху из Берлина в Лондон». По мнению критика, этот «рутинный триллер страдает от чрезмерной сентиментальности, вялой подачи и глупого сюжета», а «сценарий написан для экрана с глубокими сюжетными дырами Джоном Пэкстоном и Робертом Букнером». Как отмечено рецензентом на сайте Turner Classic Movies, «в отличие от „Третьего человека“ (1949), другого послевоенного триллера, который был построен вокруг разорённой войной атмосферы Вены, „Золотой приз“ не имел коммерческого успеха, но остаётся одним из необычных фильмов в карьере Уидмарка».

### Оценка актёрской игры
Журнал Variety обращает внимание на игру «Уидмарка в роли американского сержанта, который становится вором, когда Май Сеттерлинг, в которую он влюбляется, нуждается в средствах, чтобы перевезти группу бездомных военных сирот, о которых она заботится, в Южную Америку и к новой жизни». Томпсон особенно выделил игру «бойкого и весёлого Найджела Патрика, который в роли реального злодея забирает картину себе. Он также расплачивается за свои преступления значительно более убедительно, чем это делает Уидмарк — с воем, от которого стынет кровь».